# Систематичне богослов'я
Систематичне богослов'я — це дисципліна християнського богослов'я, що формулює впорядкований, раціональний та послідовний виклад доктрин християнської віри. Воно розглядає вчення Біблії за окремими темами та що є правильним про Бога та Його всесвіт. Воно також базується на біблійних дисциплінах, церковній історії, а також на біблійному та історичному богослів'ї. Систематичне богослов'я поділяє свої систематичні завдання з іншими дисциплінами, такими як конструктивне богослов'я, догматика, етика, апологетика та філософія релігії.

## Метод
Маючи методологічну традицію, що дещо відрізняється від біблійного богослов'я, систематичне богослов'я спирається на центральні священні тексти християнства, одночасно досліджуючи розвиток християнського вчення протягом історії, особливо за допомогою філософії, етики, соціології і навіть природничих наук. Використовуючи біблійні тексти, вона намагається порівняти та зв’язати все Писання, що призводить до створення систематизованого твердження щодо того, що вся Біблія говорить на певні питання.
У межах християнства різні традиції (як інтелектуальні, так і церковні) по-різному підходять до систематичного богослов'я, впливаючи на:
1. метод, що застосовується для розробки системи,
2. розуміння завдання богослов'я,
3. вчення, що включені в систему,
4. порядок викладення цих вчень.

Навіть з такою різноманітністю, як правило, це той випадок, який можна описати як систематичне богослов'я, що починається з відкриття і закінчується есхатологією.
Оскільки систематичне богослів'я орієнтоване на істину, воно також створено для взаємодії з сучасним світом та зверненням до нього. Існує чимало авторів, що досліджували це, — такі як англіканці Чарльз Гор і Чарльз Моул, та пресвітеріанин Джон Волвурд. Структура, розроблена цими богословами, передбачала огляд постбіблійної історії вчення після першої проробки біблійного джерела. Цей процес завершується застосуванням сучасних питань.

## Категорії
Оскільки це системний підхід, систематичне богослов'я організує істину під різними заголовками , що категоризують її у десять основних областей (або категорій), хоча їх точний перелік може дещо відрізнятися між богословським школами. Це:
- Власне богослів'я — вчення характеру Бога
- Христологія — вчення про Христа
- Пневматологія — вчення про Святого Духа
- Біблійне богослов'я — вивчення Біблії
- Екклезіологія — вчення про церкву
- Ангелологія — вчення про ангелів
- Богословська антропологія — вчення про людину.
- Гамартіологія — вчення про гріх
- Сотеріологія — вчення про порятунок
- Есхатологія — вчення про кінець світу[5]

## Історія
Становлення та інтеграція різноманітних християнських ідей та понять, пов'язаних з християнством, включно з різноманітними темами Біблії, в єдиній, послідовній та впорядкованій презентації є відносно пізнього розвитку. У східному православ'ї ранній приклад наводить «Виклад православної віри» Івана Дамаскина VIII сторіччя, в якому він намагається навести порядок і продемонструвати узгодженість богослов'я класичних текстів східної богословської традиції.
У католицтві — Сентенції Пітера Ломбарда XII сторіччя, де він тематично зібрав велику серію цитат Отців Церкви, стали основою середньовічної схоластичної традиції тематичних коментарів та пояснень. Summa Theologiae Фома Аквінського найкраще ілюструє цю схоластичну традицію.
Лютеранська схоластична традиція тематичного, упорядкованого викладу християнського богослов'я виникла в XVI сторіччі разом із «Loci Communes» Філіпа Меланхтона, і їй протистояла кальвіністська схоластика, прикладом якої є Інститути християнської релігії Жана Кальвіна.
У XIX сторіччі, насамперед у протестантських сповіданнях, виник новий тип систематичного богослов'я, який намагався продемонструвати, що християнська доктрина формує більш послідовну систему, що базується на одній або декількох фундаментальних аксіомах. Такі богословські системи часто передбачали більш різке обрізання та переосмислення традиційних вірувань, щоб узгодити аксіому або аксіоми. Фрідріх Шлейермахер, наприклад, у 1820-х роках створив Der christliche Glaube nach den Grundsätzen der evangelischen Kirche (Християнська віра згідно з принципами протестантської церкви), в якій основною ідеєю є загальна присутність серед людства відчуття або усвідомлення «абсолютної залежності».

## Сучасне використання
У сучасному християнському богослов’ї існує три вживання терміна «систематичне богослов'я», що взаємно перетинаються.
- На думку деяких богословів в євангельських колах, систематичне богослов'я використовується для позначення тематичного збору та дослідження змісту Біблії, яке надає інший погляд на біблійне послання, ніж той, що отримується простим читанням Писання.  Однією з переваг цього підходу є те, що він дає змогу побачити все, що Біблія говорить про якусь тему (наприклад, атрибути Бога), і одна небезпека — це тенденція до надання технічних визначень термінам на основі кількох уривків та потім читання, що значення скрізь, що використовується в Біблії (наприклад, «виправдання», як його використовує Павло у своєму листі до римлян), пропонується деякими євангельськими богословами як таке, що використовується в іншому розумінні, ніж те, як Яків використовує його у своєму листі (Рим. 4:25, Рим. 5:16–18, та Як. 2:21–25). З цього погляду систематичне богослов'я доповнює біблійне богослов'я. Біблійне богослов'я хронологічно відстежує теми через Біблію, тоді як систематичне богослов’я досліджує теми тематично; Біблійне богослов'я відображає різноманітність Біблії, тоді як систематичне богослов'я відображає її єдність.
- Систематичне богослов'я також може використовуватися для позначення богослов'я, що самовизнано прагне увічнити класичні традиції тематичного дослідження богослов'я, описані вище — часто за допомогою коментарів до класиків цієї традиції: Аквінського, Жана Кальвіна, Меланхтона та інших.
- Зазвичай (але не виключно) у ліберальному християнстві цей термін може використовуватися для позначення спроб піти слідом за Фрідріхом Шлейермахером та переосмислити християнське богослов'я, щоб вивести його з основного набору аксіом або[джерело?] принципів.

У всіх трьох сенсах християнське систематичне богослов'я часто торкається деяких або всіх наступних тем: Бог, тринітаризм, відкриття, творіння і Боже провидіння, теодицея, теологічна антропологія, Христологія, сотеріологія, еклезіологія, есхатологія, Ізраїлологія, Бібліологія, герменевтика, таїнство, Пневматологія, християнське життя, небо та міжконфесійні висловлювання щодо інших релігій.

## Дивитися також
- Біблійна екзегетика
- Біблійне богослов'я
- Християнське богослов'я
- Конструктивне богослов'я
- Догматичне богослов'я
- Діспенсаціоналістичне богослов'я
- Процесійне богослов'я
- Анабаптистське богослов'я
- Християнська апологетика
- Герменевтика
- Історизм (християнство)
- Ліберальне богослов'я
- Постліберальне богослов'я
- Ліберальне християнство
- Політичне богослов'я
- Феміністичне богослов'я
- Філософське богослов'я
- Філософія релігії